# Liste des évêques de Jackson
Cette page présente la liste des évêques de Jackson dans le Mississippi. 
Le vicariat apostolique du Mississippi est créé le 18 juillet 1826, par détachement du diocèse de Louisiane et des Deux Florides.
Il est érigé en diocèse et change de nom le 28 juillet 1837 pour devenir le diocèse de Natchez puis le 18 décembre 1956 pour devenir diocèse de Natchez-Jackson. Enfin, Le 1er mars 1977, le diocèse change une dernière fois de nom pour devenir diocèse de Jackson (en) (Dioecesis Jacksoniensis).

## Ordinaires du diocèse

### Est vicaire apostolique
- 18 juillet 1826-13 août 1826 : Guillaume-Valentin Dubourg, vicaire apostolique du Mississippi. Il est nommé dès le 19 août 1825 pour le siège en cours de création. En 1826, il retourne en France comme évêque de Montauban.
- 13 août 1826-28 juillet 1837 : siège vacant

### Puis sont évêques de Natchez
- 28 juillet 1837-15 décembre 1840 : siège vacant
- 15 décembre 1840-† 22 juillet 1852 : John Chanche (John Joseph Mary Benedict Chanche)
- 29 juillet 1853-† 13 novembre 1855 : James Van de Velde (James Oliver Van de Velde)
- 13 novembre 1855-9 janvier 1857 : siège vacant
- 9 janvier 1857-30 janvier 1880 : William Elder (William Henry Elder)
- 7 avril 1881-7 août 1888 : Francis Janssens (Francis August Anthony Joseph Janssens). Est promu archevêque de La Nouvelle-Orléans.
- 29 mars 1889-† 22 février 1911 : Thomas Heslin.
- 29 juin 1911-† 19 février 1924 : John Gunn (John Edward Gunn).
- 25 juin 1924-18 décembre 1956 : Richard Gerow (Richard Oliver Gerow), puis évêque de Natchez-Jackson ().

### Puis sont évêques de Natchez-Jackson
- 18 décembre 1956-2 décembre 1967 : Richard Gerow (Richard Oliver Gerow), précédemment évêque de Natchez.
- 2 décembre 1967-1er mars 1977 : Joseph Brunini (Joseph Bernard Brunini), puis évêque de Jackson.

### Puis sont évêques de Jackson
- 1er mars 1977-24 janvier 1984 : Joseph Brunini (Joseph Bernard Brunini), précédemment évêque de Natchez-Jackson.
- 11 avril 1984-3 janvier 2003 : William Houck (William Russell Houck)
- 3 janvier 2003-12 décembre 2013[1] : Joseph Latino (Joseph Nunzio Latino)
- depuis le 12 décembre 2013[1] : Joseph Kopacz (Joseph Richard Kopacz)